# Platytropius
Platytropius es un género de peces actinopeterigios de agua dulce, distribuidos por ríos y lagos del este de Asia.

## Especies
Existen solamente dos especies reconocidas en este género:
- † Platytropius siamensis (Sauvage, 1883), extinguida desde 1977.[4]
- Platytropius yunnanensis He, Huang y Li, 1995